# SAR Records
SAR Records ist ein US-amerikanisches Musiklabel, gegründet von Sam Cooke und J. W. Alexander, das in den Jahren 1959 bis 1965 in den Genres Gospel, Soul und Pop veröffentlichte.

## Entstehung und Geschichte
Als Sam Cooke gegen Ende 1958 erkannte, dass sich sein Label Keen nur von seinen Hits finanzierte und über Wasser hielt und ihm zudem noch Honorar schuldete, verweigerte er weitere Aufnahmen und beschloss auf Vorschlag von J. W. Alexander, mit ihm zunächst eine Musikproduktions-Firma und in Folge ihr eigenes Label zu gründen.
Cooke und Alexander – beide ohne Erfahrung im Plattengeschäft – nutzten im Herbst 1959 die Gelegenheit, als die Soul Stirrers bei Specialty keinen Platz mehr fanden, sie unter Vertrag zu nehmen. So entstand mit Unterstützung des Anwalts Walter E. Hurst und dem Gitarristen und Arrangeur René Hall das Label SAR Records. SAR steht ursprünglich für Sam, Alex und Roy. Senior Roy Crain, der Gründer der Soul Stirrers, sollte nach Cookes Willen ebenfalls an SAR beteiligt sein, ebenso wie sein Bruder Charles und Clif White, der Gitarrist in Cookes Band. Alexander jedoch wollte erst einen erfolgreichen Start des Labels abwarten.
Die Single-Veröffentlichungen starteten 1959 mit den Soul Stirrers auf SAR-101 und endeten mit Patience Valentines SAR-157, das kurz nach Cookes Tod Ende 1964 herauskam. Von 1961 bis 1963 wurden zudem fünf Langspielplatten auf SAR veröffentlicht. Im Jahre 1963 gründete J. W. Alexander das Sublabel Derby, welches rein für Popveröffentlichungen konzipiert war. Auf Derby erschien als LP die erste Ausgabe von Billy Preston sowie eine LP von Mel Carter.
Die erste und einzige Angestellte der Firma war ab 1961 Zelda Samuels, eine weiße Songschreiberin, die zudem – bewandert im Musikgeschäft – das Tagesgeschäft erledigte und als Co-Autorin fungierte.
Mitte 1963 stellte sich langsam Ernüchterung ein. SAR hatte noch keinen Millionenseller, einige Künstler verkauften gar keine Platten mehr, andere kamen mit dem Gesetz in Konflikt. SAR ging es finanziell schlecht, Cooke steckte sein privates Vermögen in die Firma und schöpfte nicht mal alle ihm zustehenden Tantiemen als Komponist ab. An dieser Stelle betrat Allen Klein das Parkett und ordnete sowohl Cookes, als auch die Geschäfte von SAR und Kags, Cookes Musikverlag. Dafür gründete er eine neue Plattenfirma Tracey Records (benannt nach Cookes Tochter), die die Rechte an allen zukünftigen Aufnahmen bekam mit J. W. Alexander als Präsident. RCA, Sam Cookes bisherige Plattenfirma, übernahm nur den Vertrieb.
Nach Cookes Tod im Dezember 1964 sah sich seine Witwe Barbara mit der geschäftlichen Situation überfordert, versilberte sein Vermögen, das ihm Tracey Records eingebracht hatte und traute weder Alexander noch Klein, was die Fortführung der Geschäfte anging. Sie verkaufte schließlich ihre Kags-Anteile an Hugo Peretti und Luigi Creatore, Cookes Produzenten bei RCA, die wiederum die Rechte an Klein veräußerten, ebenso wie schließlich auch J. W. Alexander. Seitdem verwaltet die Allen & Betty Klein and COmpany (ABKCO) die Rechte am Cooke-Katalog.

## Künstler und Erfolge
Die erste Veröffentlichung auf SAR-101 war Stand By Me Father / He's Been A Shelter For Me von den Soul Stirrers, eine Adaption des Gospel Standards von Charles Albert Tindley zu Beginn des 20. Jahrhunderts, den Cooke und Alexander zu einer Pop-Ballade umformten. Leadsänger bei den Stirrers war zu dieser Zeit Johnnie Taylor, der zudem solo im April 1961 u. a. den Country Song Rome (Wasn't Built In A Day) auf SAR-131 herausbrachte. Der Song wurde von den Zwillingen Beverly und Betty Prudhomme geschrieben und von Sam Cooke für SAR aufpoliert.
Neben Johnnie Taylor nahmen Kylo Turner (vormals Lead der Pilgrim Travelers) und Johnnie „Two Voice“ Morisette auf SAR auf. Letzterer hatte mit Meet Me At The Twisting Place (SAR-126) den Platz #18 der R&B-Charts erreicht. Die bestplatzierte Veröffentlichung von SAR kam von den Sims Twins, die mit der Cooke-Komposition Soothe Me (SAR-117) im Oktober 1961 in 22 Wochen bis auf Platz #4 der R&B-Charts kletterten. Platz #8 erreichten im Juli 1962 The Valentinos mit Looking For A Love auf SAR-132. Die Valentinos waren zuvor unter dem Namen Womack Brothers bekannt geworden.
Das einzige Lied von SAR/Derby, das sich in den Pop-Charts platzierte, war Mel Carters When A Boy Falls In Love (Derby-1003) auf Platz #44. Die meisten Aufnahmen des Labels veröffentlichten die Soul Stirrers mit Jimmy Outler nach Taylors Weggang am Leadgesang. Auch Rebert H. Harris, der Vorgänger von Cooke bei den Stirrers veröffentlichte solo. Die seltenste Ausgabe von SAR ist die Live-EP Nearer To Thee (SAR EP-105) von den Soul Stirrers und Sam Cooke. Diese EP wurde aufgrund von Vertragsproblemen mit Specialty zurückgezogen.

## Veröffentlichungen
Auf SAR wurden folgende Singles und Langspielplatten veröffentlicht:

### Singles
| - 101. Soul Stirrers – Stand By Me Father / He’s Been a Shelter for Me – (1959) - 102. Kylo Turner – I’ll Keep Thinking of You / The Wildest Girl in Town – (1960) - 103. Soul Stirrers – Wade in the Water / He Cares - 104. Johnnie Morisette – Never (Come Running Back to You) / In My Heart - 105. Soul Stirrers with Sam Cooke – Nearer to Thee Part 1 / Nearer to Thee Part 2 - 106. Joel Pauley – That’s Why I Cried / Slim Jim - 107. Johnnie Morisette – Always on My Mind / Dorothy - 108. Soul Stirrers – I’m a Pilgrim / Jesus, Be a Fence Around Me - 109. L.C. Cooke – Teach Me / Magic Words - 110. Soul Stirrers – Listen to the Angels / Toiling On – (1961) - 111. Patience Valentine – Dance and Let Your Hair Down / In the Dark - 112. L.C. Cooke – The Lover / Sufferin’ - 113. Johnnie Morisette – Damper / Don’t Cry Baby - 114. Johnnie Taylor – A Whole Lotta Woman / Why Why Why - 115. unbekannt - 116. Soul Stirrers – I Love the Lord / I’m Thankful - 117. The Simms Twins – Soothe Me / I’ll Never Come Running Back to You - 118. Womack Brothers – Somebody’s Wrong / Yield Not to Temptation - 119. Patience Valentine – I Miss You So / If You Don’t Come - 120. Soul Stirrers – Heaven Is My Home / Lead Me Jesus - 121. Johnnie Morisette – You Are My Sunshine / Your Heart Will Sing - 122. Sam Cooke – Just for You / Made for Me - 123. unbekannt - 124. Soul Stirrers – Must Jesus Bear the Cross Alone / God Is Standing By – (1962) - 125. The Simms Twins – The Right to Love / The Smile - 126. Johnnie Morisette – Meet Me at the Twisting Place / Anytime, Anyplace, Anywhere - 127. R.H. Harris and his Gospel Paraders – Pass Me Not / Troublin’ Mind | - 128. Clifton White – Dance What You Wanna / Theme of Tomorrow - 129. Jackie Ross – Hard Times / Hold Me - 130. The Simms Twins – You’re Pickin’ in the Right Cotton Patch / Double Portion of My Love - 131. Johnnie Taylor – Rome (Wasn’t Built in a Day) / Never Never - 132. Valentinos – Looking for a Love / Somewhere There’s a Girl - 133. Johnnie Morisette – Sho’ Miss You Baby / Wildest Girl in Town - 134. L.C. Cooke – Tell Me / You’re Workin’ out Your Bag - 135. R.H. Harris and his Gospel Paraders – Sometimes / Somebody – (1963) - 136. Simms Twins – I Gopher You / Good Good Lovin’ - 137. Valentinos – Darling Come back Home / I’ll Make It Alright - 138. Simms Twins – That’s Where It’s At / Movin’ and a Groovin’ - 139. Johnnie Morisette – Don’t Throw Your Love on Me So Strong / Blue Monday - 140. Soul Stirrers – Praying Ground / No Need to Worry - 141. L.C. Cooke – The Wobble / Chalk Line - 142. Patience Valentine – Unlucky Girl / Ernestine - 143. Meditation Singers – There Must Be a Place / Behold Your Hand - 144. Valentinos – She’s So Good To Me / Baby, Lots of Luck - 145. Soul Stirrers – Free at Last / His Love - 146. R.H. Harris and his Gospel Paraders – Even Me / Oh Lord, Come and Ease - 147. Johnnie Morisette – I Don’t Need Nobody But You / Black Night - 148. L.C. Cooke – Put Me Down Easy / Take Me for What I Am – (1964) - 149. Gus Jenkins – Right Shake / Don’t Get Sassy - 150. Soul Stirrers – Oh Mary Don’t You Weep / Looking Back - 151. Johnnie Morisette – Gotta Keep Smlin’ (So Trouble Won’t Come) / I’ll Never Come Running Back to You - 152. Valentinos – It’s All Over Now / Tired of Living in the Country - 153. Linda Carr – Sweet Talk / Jackie, Bobby, Sonny, Bill - 154. Soul Stirrers – Lead Me to Calvary / Mother, Don’t You Worry About Me - 155. Valentinos – Everybody Wants to Fall in Love / Bitter Dreams - 156. Johnnie Taylor – Oh, How I Love You / Run, But You Can’t Hide - 157. Patience Valentine – Woman in a Man’s World / Lost and Looking |

### LPs
- 701. The Soul Stirrers – Jesus Be a Fence Around Me [1961]
- 702. The Soul Stirrers [1961]
- 703. Various SAR Artists – Gospel Pearls [1962]
- 704. Soul Stirrers – Encore [1962]
- 705. Sam Cooke and the Soul Stirrers – Sam Cooke & Soul Stirrers [1963]